# Чемпіонат Польщі з хокею 1930
Чемпіонат Польщі з хокею 1930 — 4-й чемпіонат Польщі з хокею, матчі фінальної частини проходили у місті Криниця, чемпіоном став клуб АЗС Варшава (4-й титул).

## Попередній етап

### Група А
| М  | Команда         | І | Ш    | О |
| -- | --------------- | - | ---- | - |
| 1. | «Легія» Варшава | 3 | 13:4 | 6 |
| 2. | Чарні (Львів)   | 3 | 9:4  | 4 |
| 3. | ТКС Торунь      | 3 | 6:6  | 2 |
| 4. | Краковія Краків | 3 | 1:15 | 0 |

### Група В
| М  | Команда           | І | Ш   | О |
| -- | ----------------- | - | --- | - |
| 1. | Погонь (Львів)    | 3 | 7:1 | 6 |
| 2. | АЗС Вільнюс       | 3 | 3:4 | 4 |
| 3. | «Варта» (Познань) | 3 | 3:5 | 1 |
| 4. | Полонія (Варшава) | 3 | 3:6 | 1 |

## Фінальний раунд
- АЗС Варшава — Погонь (Львів) 0:0
- «Легія» Варшава — Погонь (Львів) 0:0
- АЗС Варшава — «Легія» Варшава 2:1

| М  | Команда         | І | Ш   | О |
| -- | --------------- | - | --- | - |
| 1. | АЗС Варшава     | 2 | 2:1 | 3 |
| 2. | Погонь (Львів)  | 2 | 0:0 | 2 |
| 3. | «Легія» Варшава | 2 | 1:2 | 1 |

### Матч за 4 місце
- Чарні (Львів) — АЗС Вільнюс 1:0